# Al Nasr Le Caire
Pour les articles homonymes, voir Al Nasr.
Maillots
Actualités
Le Al Nasr Sporting Club (en arabe : نادي النصر الرياضي), plus couramment abrégé en Al Nasr, est un club égyptien de football fondé en 1958 et basé au Caire, la capitale du pays.
Il évolue actuellement en deuxième division.